# Цагаанчулуут
Цагаанчулуут (монг. Цагаанчулуут) — сомон аймака Завхан в западной части Монголии. Численность населения по данным 2010 года составила 1 173 человека.
Центр сомона — посёлок Цагаанчулуут, расположенный в 107 километрах от административного центра аймака — города Улиастай и в 970 километрах от столицы страны — Улан-Батора.

## География
Сомон расположен в западной части Монголии. Граничит с соседними сомонами Цагаанхайрхан и Шилуустэй, а также с соседним аймаком Говь-Алтай. На территории Цагаанчулуута располагаются горы Сант, Дулаанхар, Цагаанчулуут, Дунд хуримт, Тумурт, Жаргалант.
Из полезных ископаемых в сомоне встречаются железная руда, свинец, фосфорит, драгоценные камни, химическое и строительное сырьё.

## Климат
Климат резко континентальный. Средняя температура января -21-23 градусов, июля +16-20 градусов. Ежегодная норма осадков составляет 250-300 мм.

## Фауна
Животный мир Цагаанчулуута представлен лисами, волками, косулями, аргалями, дикими козами, зайцами, тарбаганами.

## Инфраструктура
В сомоне есть школа, больница.